# 수도 (시설)

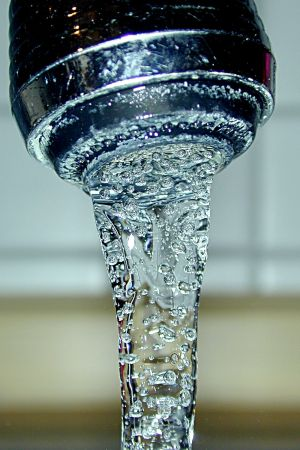
깨끗한 식수

수도(水道)는 공기업과 영리 단체, 지역 사회 등에 의해 개인에게 물을 공급하는 시설로, 보통 펌프와 파이프를 이용하며, 관개와는 별도로 취급된다. 수도는 상수도(上水道)와 하수도(下水道)를 모두 포함하며, 일반적으로는 상수도를 의미한다.

## 기술 개요
수도 체계는 대수층의 지하수, 호수와 강의 지표수, 바닷물에서 염분을 제거한 담수 등 다양한 장소에서 물을 얻는다. 이후 대부분의 경우 물은 정제되고, 염소 (때때로 불소를 포함) 처리로 소독된다. 정화된 물은 중력을 이용하거나 펌프를 사용해서 급수탑이나 지상으로 물을 끌어올릴 수 있는 급수장으로 이동된다. 폐수는 보통 하수도로 이동되며, 폐수처리장에서 정제된 뒤 강이나 호수, 바다로 흘려보내거나, 관개용수, 산업용수 등으로 재사용된다.

## 종류
대한민국에서는 수도를 다음과 같이 분류한다.
- 일반수도: 광역 상수도, 지방 상수도, 마을(간이) 상수도
- 공업용 수도
- 전용 수도: 전용 상수도, 전용 공업용수도

## 역사

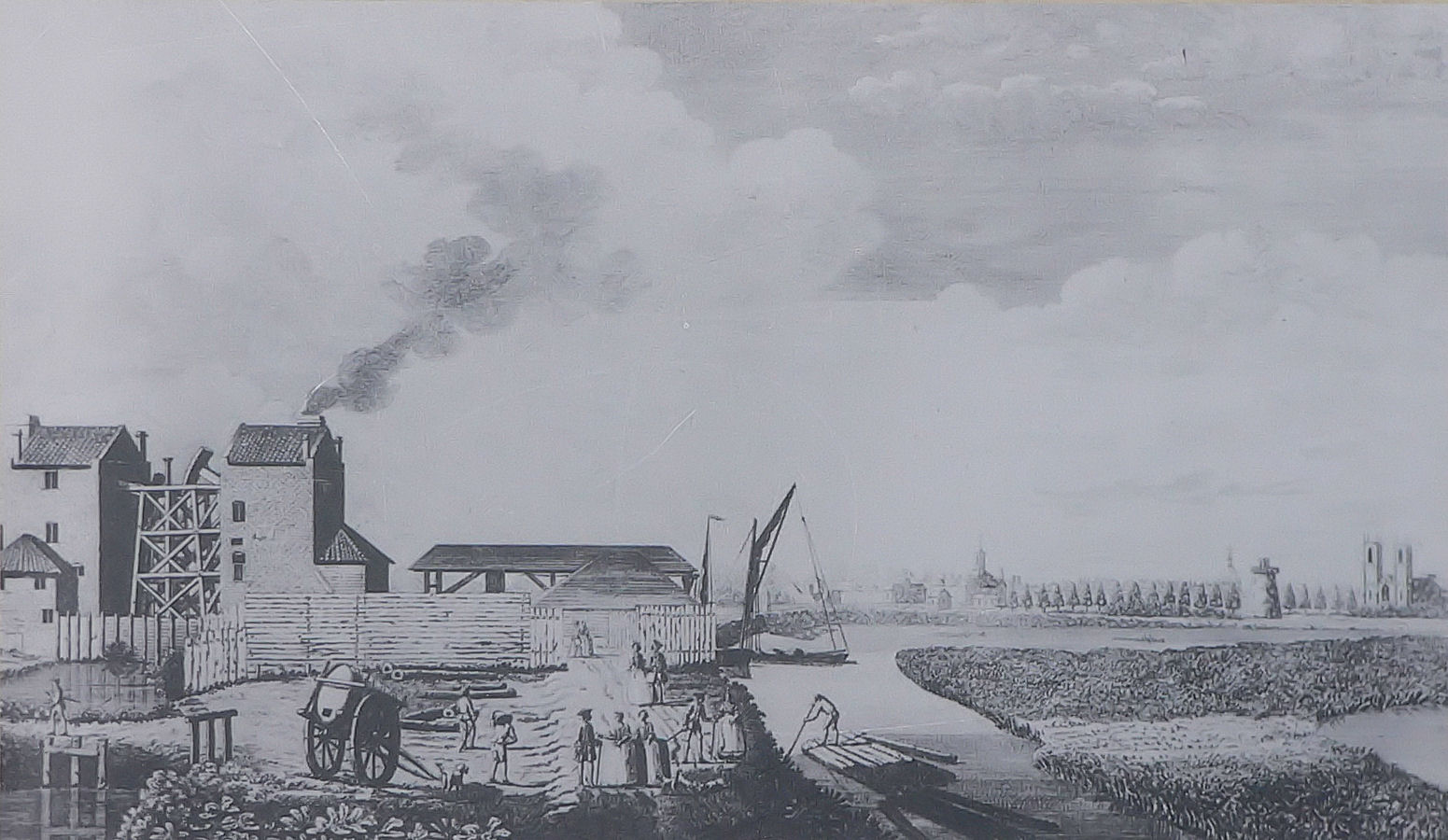
1752년의 런던 첼시의 급수 시설

역사적으로 사람들은 더욱 편리하게 물을 얻고 사용할 수 있는 체계를 고안하였다. 고대 로마 제국에서는 주택과 공공 우물, 분수까지 이어진 용수로와 파이프를 의미하는 실내 배관을 보유하고 있었다. 런던 급수 기반 시설은 중세 초기의 도관 이후로 계속 개발되어 왔는데, 19세기에 콜레라에 대한 대응책으로 현대의 급수장 크기의 정화 시설이 건설되었다.
압축된 액화 염소 가스를 사용한 식수의 정제 기술은 국군 의과 대학에서 화학 교수를 지낸 미국군 장교인 칼 로저스 다널에 의해 개발되었다. 얼마 후, 국군 의학부의 장교인 윌리엄 J. L. 리스터가 차아염소산 칼슘 용액을 리넨으로 만든 자루에 넣어 물을 정제하였다. 수십년 동안 리스터의 방식은 야외에서 주둔하는 미국 육군의 표준이 되었고, '리스터 자루'라는 다루기 쉬운 형태로 구현되었다. 다널의 작품은 오늘날의 도시 급수 정제 체계의 기초가 되었다.

## 같이 보기
- 상수도
- 중수도
- 하수도
- 음료수
- 물 부족